# Sportåret 1818

## Händelser

### Boxning

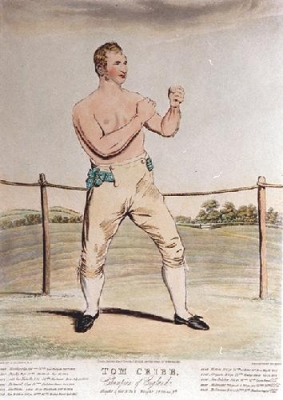
Tom Cribb.

- Tom Cribb behåller den engelska mästerskapstiteln i tungvikt, men inga matcher finns registrerade för honom under året.[1]

- 11 februari – Peter Crawley möter Tom Watson i London. Matchen varar i två och en halv timme och slutar oavgjord.[2]

- 1 april – Tom Spring besegrar Ned Painter i Mickleham Downs och gör anspråk på den engelska mästerskapstiteln i tungvikt. Matchen varar i en timme och 29 minuter över 31 ronder.[3]

- 7 augusti
  - Ned Painter besegrar Tom Spring i Kingston. Matchen varar i en timme och fyra minuter över 42 ronder. När Painter vägrar att gå med på ytterligare en match gör Spring anspråk på den engelska mästerskapstiteln i tungvikt.[3]
  - Peter Crawley besegrar Ben Sutcliffe i Kingston. Matchen varar i nio och en halv minut över sju ronder.[2]

- 8 oktober – Två icke namngivna engelska boxare blir de första att använda vadderade boxhandskar i en tävlingsmatch, i Aix-la-Chapelle.[4]

- 12 november – Bill Richmond besegrar Jack Carter. Matchen varar i tre ronder.[5]

## Bildade föreningar och klubbar
- Okänt datum – Leander Club, engelsk roddklubb[6]